# トレルチ
トレルチ（モンゴル語: Törelči、中国語: 脱劣勒赤、生没年不詳）は、13世紀初頭にチンギス・カンに仕えたオイラト部族長クドカ・ベキの息子。『元朝秘史』などの漢文史料では脱劣勒赤(tuōlièlèchì)、『集史』などのペルシア語史料ではتورالجی(tūrāljī)と記される。
チンギス・カンの娘のチチェゲンを娶ったことによりキュレゲン（駙馬/كوركان،「娘婿」の意）と称し、トレルチの子孫は代々チンギス・カン家と密接な婚姻関係を結ぶようになった。

## 概要
12世紀末から13世紀初頭にかけてオイラト部族長の地位にあったクドカ・ベキの息子として生まれ、兄弟にはイナルチ、オグルトトミシュらがいた。
1208年、モンゴル高原北西部の「ホイン・イルゲン（森林の民）」の中で最も早くチンギス・カンに投降したクドカ・ベキはその功績を評価され、クドカ・ベキの子のトレルチがチンギス・カンの娘のチチェゲンを娶り、チンギス・カンの子のトルイがクドカ・ベキの娘のオグルトトミシュを娶る「交換婚」が計画された。トルイとオグルトトミシュの婚姻はトルイが早世したため成立せず、代わりにトルイの長男のモンケがオグルトトミシュを娶ることになったものの、トレルチとチチェゲンの婚姻は当初の予定通り成立し、トレルチ以後、クドカ・ベキ家はチンギス・カン家と密接な婚姻関係を結ぶ姻族として栄えていくことになる。
トレルチの子孫について、『集史』「オイラト部族志」は二つの互いに矛盾する伝承を記録している。一つめの伝承は「トレルチとチチェゲンとの間にブカ・テムル、ブルトア、バルス・ブカ、エルチクミシュ、オルガナの三男二女が生まれ、またブカ・テムルからはオルジェイと名称不明（クチュ）の二女が生まれた」とするもので、もう一つの伝承では「［トレルチの息子］ブカ・テムルにはクイク、オルガナ、クチュ、オルジェイという4人の姉妹がいた」とする。両者を比較すると「クチュとオルジェイの姉妹がトレルチの娘か孫娘か」という大きな差異が存在するが、『集史』の編者ラシード自身が「［後者の］伝承が正しい」と述べていることや、『集史』「フレグ・ハン紀」で「オルジェイはトレルチの娘」と明記されていることなどから、後者の伝承が正しいと考えられている。
後述するように史料上に残るトレルチの三男五女は殆どがチンギス・カン家の人間と結婚し、トレルチの子供の世代にオイラト王家は姻族として最も栄えることになる。トレルチの子供の世代に一気にチンギス・カン家との婚姻が進んだのは、第3代皇帝グユク死後の政変でそれまで姻族として有力であったコンギラト部アルチ・ノヤン家が一時的に衰退し、第四代皇帝モンケが代わりにオイラト王家を厚遇したためと考えられている。

## 子孫

### ブカ・テムル
『集史』「フレグ・ハン紀」によるとブカ・テムルはフレグの西アジア遠征に従軍し、その後フレグ・ウルスの重臣になったという。ブカ・テムル家はその後もフレグ・ウルスに代々仕え、フレグ家と密接な姻戚関係を有した。

### ブルトア
『集史』「オイラト部族志」には「気質の弱い所があった」と記されており、ブカ・テムル家やバルス・ブカ家に比べてブルトア家については史料上の記述が少ない。
また、『集史』「オイラト部族志」には「チンギス・カンは一族の娘をこのブルトアに与えた。彼女も名前も出自も不明であるが、［ブルトアはこの結婚によって］駙馬となった」とも記されている。

### バルス・ブカ
トルイの娘のエルテムルを娶っており、この婚姻は後述するトルイの子のアリクブケとトレルチの娘のエルチクミシュの婚姻と「姉妹交換婚」として対になっていたと考えられる。
バルス・ブカ家はアリクブケ家と非常に深い姻戚関係を構築したが、却ってこれが仇となり、帝位継承戦争でアリクブケがクビライに敗れるとオイラト王家の姻族としての地位の低下を招くことになった。

### エルチクミシュ・カトン
トルイの子のアリクブケに嫁いでその「大カトン」となり、オイラト王家とアリクブケ家の密接な関係の端緒を作った。『集史』「オイラト部族志」によるとエルチクミシュは非常に背が高く、「アリクブケは彼女をたいへん愛した」という。

### クイク・カトン
トルイの子のフレグに嫁いで「第一夫人」となり、ジョムクルを産んだ。

### オルガナ・カトン
チャガタイの孫のカラ・フレグに嫁ぎ、ムバーラク・シャーを産んだ。モンケの治世には実質的にチャガタイ家の君主に位置づけられたが、その後の政変で実権を失った。

### クチュ・カトン
『集史』「オイラト部族志」では何故か名前が記録されていないが、『集史』「ジョチ・ハン紀」でその名前が「クチュ」であることが確認される。
ジョチの孫のトクカンに嫁ぎ、モンケ・テムル、トダ・モンケを産んだ。

### オルジェイ・カトン
クイク・カトンとともにフレグに嫁ぎ、モングルゲンという娘を産んだ。『集史』「フレグ・ハン紀」によると彼女はフレグがモンゴル高原に居た頃にフレグと結婚したという。
。

## オイラト部クドカ・ベキ王家
- クドカ・ベキ（Quduqa Beki ＞忽都合別乞/hūdōuhébiéqǐ,قوتوق بیكی/qūtūqa bīkī）…オイラト部の統治者で、チンギス・カンに降る
  - イナルチ（Inalči ＞亦納勒赤/yìnàlèchì,اینالجی/īnāljī）…ジョチの娘のコルイ・エゲチを娶る
    - ウルド（Uldu ＞اولدو/ūldū）
      - ニグベイ（Nigübei ＞نیكبی/nīkbei）
      - アク・テムル（Aq Temür ＞اقو تیمور/āqū tīmūr）

  - トレルチ・キュレゲン（Törelči ＞脱劣勒赤/tuōlièlèchì,تورالجی كوركان/tūrāljī kūrkān）…チンギス・カンの娘のチチェゲンを娶る
    - ブカ・テムル（Buqa Temür ＞بوكا تیمور/būqā tīmūr）
      - チョバン・キュレゲン（Čoban ＞جوبان كوركان/jūban kūrkān）…アリクブケの娘のノムガンを娶る
      - チャキル・キュレゲン（Čakir ＞جاقر كوركان/jāqir kūrkān）…フレグの娘のモングルゲンを娶る
        - タラカイ・キュレゲン（Taraqai ＞ترقای كوركان/taraqāī kūrkān）…父のチャキルの死後、フレグの娘のモングルゲンをレビラト婚で娶った

      - ノルン・カトン（Nölün qatun ＞نولون خاتون/nūlūn khātūn）…フレグの子のジョムクルに嫁ぐ

    - ブルトア・キュレゲン（Burto'a ＞بورتوا/būrtūā）…名称は不明だが、チンギス・カン家の女性を娶る
    - バルス・ブカ・キュレゲン（Bars buqa ＞بارس بوقا/bārs būqā）…トルイの娘のエルテムルを娶る
      - ベクレミシュ・キュレゲン（Beklemiš ＞別吉里迷失/biéjílǐmíshī,بیكلمیش/bīklamīsh）…名称は不明だが、チンギス・カン家の女性を娶る
      - シーラップ・キュレゲン（Širap ＞沙藍/shālán,شیراپ/shīrāp）…名称は不明だが、チンギス・カン家の女性を娶る
      - エメゲン・カトン（Emegen qatun ＞امكان خاتون/āmkān khātūn）…アリクブケ家のメリク・テムルに嫁ぐ

    - エルチクミシュ・カトン（Elčiqmiš qatun ＞یلجیقمیش خاتون/īljīqmīsh khātūn）…トルイ家のアリクブケに嫁ぐ
    - クイク・カトン（Küik qatun ＞كویك خاتون/kūīk khātūn）…トルイ家のフレグに嫁ぐ
    - オルガナ・カトン（Orγana qatun ＞اورقنه خاتون/ūrqana khātūn）…チャガタイ家のカラ・フレグに嫁ぐ
    - クチュ・カトン（Küčü qatun ＞كوجو خاتون/kūjū khātūn）…ジョチ家のトクカンに嫁ぐ
    - オルジェイ・カトン（Öiǰei qatun ＞اولجای خاتون/ūljāī khātūn）…トルイ家のフレグに嫁ぐ

  - オグルトトミシュ（Oγul tutmiš ＞اوغول توتمیش/ūghūl tūtmīsh）…トルイ家のモンケ・カアンに嫁ぐ

## 延安公主
1. コルイ・エゲチ公主(Qolui egeči ＞火魯/huŏlŭ,قولوی یکاجی/qūlūy īkājī)…ジョチの娘で、イナルチに嫁ぐ
2. チチェゲン公主(Čičegen ＞闍闍干/shéshégàn,جیجاکان/jījākān)…チンギス・カンの娘で、トレルチに嫁ぐ
3. トクトクイ公主(Toqtoqui ＞脱脱灰/tuōtuōhuī)…クビライ・カアンの孫娘で、トゥマンダルに嫁ぐ
4. □□公主…名前や出自は伝わっていないが、ベクレミシュに嫁ぐ
5. □□公主…名前や出自は伝わっていないが、シーラップに嫁ぐ
6. 延安公主…名前や出自は伝わっていないが、延安王エブゲンに嫁ぐ

### 『元史』に記載のないクドカ・ベキ家に嫁いだチンギス・カン家の女性
1. エルテムル(Eltemür ＞یلتمور/īltīmūr)…トルイの娘で、バルス・ブカに嫁ぐ
2. モングルゲン(Möngülügen ＞منکولوقان/munkūlūkān)…フレグの娘で、チャキル、タラカイ父子に嫁ぐ
3. ノムガン(Nomuγan ＞نوموغان/nūmūghān)…アリクブケの娘で、チョバンに嫁ぐ